# Galaxias!
galaxias!（ギャラクシアス）は、柴咲コウ、DECO*27、TeddyLoidによる3人組の音楽ユニット。または、同ユニットのデビューアルバムの名称。レーベルは結成当時に柴咲が所属していたユニバーサルミュージックのNAYUTAWAVE RECORDS。

## 来歴
2010年にDECO*27がリリースしたアルバム『相愛性理論』が、スタッフの手を介して柴咲の手に渡ったことから両者の交流が始まり、柴咲とDECO*27のコラボレーションが行われるようになる。柴咲は2010年12月にリリースされたDECO*27のアルバム『愛迷エレジー』の収録曲へ歌詞を提供し、DECO*27は2011年2月にリリースされた柴咲のシングル「無形スピリット」で作曲を担当した。「無形スピリット」にはTeddyLoidがリミキサーとして参加しており、これをきっかけに3人でのユニットの結成にいたった。天の川を意味するユニット名の「galaxias!」は、柴咲の発案によるものである。2011年10月にgalaxias!の結成が発表、11月23日にデビューアルバム『galaxias!』をリリースした。

## メンバー
- 柴咲コウ - ボーカル
- DECO*27
- TeddyLoid

## イメージキャラクター
galaxias!には柴咲の発案により誕生した「galaco（ギャラ子）」というイメージキャラクターが存在する。当初はブライスとしてデザインされたもので、galaxias!の曲のPVなどに使用された。
galacoは、ヤマハの音声合成技術VOCALOIDに対応したボーカル音源が作られている。VOCALOIDは人間の歌声を元に作られた歌声ライブラリを使い、歌詞とメロディを入力することで歌声を合成することができる技術であり、galacoの歌声には柴咲の声が使用されているが、それは当初は非公開ということになっていた（が、「非公開とはいっても公開以前から柴咲であろう」と噂されてはいた）。VOCALOIDのgalacoはヤマハが主体となってスターダスト音楽出版とともに企画し、2010年8月に歌声を収録し、インターネットによってライブラリの制作が行われた。収録当時はリリースの形は決まっておらず、その後関係各社の協議を経て、一般販売ではなく、2011年11月15日から2012年6月30日まで動画共有サイトニコニコ動画で行われた「VOCALOID3発売記念楽曲コンテスト」で、動画再生数が1000回を超えた応募者への賞品として配布が行われることがヤマハの瀬戸優樹プロデューサーより発表された。合わせてキャラクターが再デザインされ、KEIとたまご作のキャラクターイラストが公開された。
2013年には同年5月から行われた柴咲のツアーでgalacoステージで共演するとともに、galacoのアルバム『galaco SUPER BEST』を会場で限定販売した。アルバム『galaco SUPER BEST』は、翌2014年2月19日に一般販売された。
そして、2014年8月5日、多数のリクエストを受けて、コンテストで配布されたライブラリを改良し収録した「VOCALOID3 Library ギャラ子 NEO」として一般販売された。音声提供者は噂通り柴咲であることが明かされた。製品版には、「はっきりとした芯のある声」が特徴の「ギャラ子RED」と、「しっとりとした深みのある声」が特徴の「ギャラ子BLUE」の2つの歌声ライブラリを収録。柴咲の歌声を忠実に再現した明るく抜けのある声で、エレクトロポップやロックなど、アップテンポな曲に適しているとされる。推奨音域はF2-G4、推奨テンポは60-175BPM。特典として音声読み上げソフト「ギャラ子Talk」、楽曲制作に使える100種類以上のボイスマテリアルも同梱している。製品版のパッケージイラストは富岡二郎が担当した。また、キャラクター名の表記が「galaco（ギャラ子）」から「ギャラ子」に変わっている。なおギャラ子Talkは、Windows 8.1のサポート終了に伴い、2023年1月10日をもって配布を終了した。
また2014年8月27日に発売された柴咲のシングル「蒼い星」のカップリングにギャラ子を使用した「涙は宇宙に降る」が収録されており、後にラゾーナ川崎にて行われた発売記念ライブでは、オープニングにギャラ子Talkを使った映像演出がされた。
誕生10周年前となる2024年7月、VOCALOID6版となる「VOCALOID6 galaco BLACK」「VOCALOID6 galaco WHITE」とA.I.VOICE版「A.I.VOICE galaco」向けに歌唱・トークソフトのリニューアルを行うことが発表された。いずれも同年8月5日発売。「galaco BLACK」は「力強くもナチュラルな歌声」、「galaco WHITE」は「可憐で感情豊かな歌声」が特徴。パッケージイラストは冨士原良による物に変更されている。

## アルバム『galaxias!』
2011年11月23日発売。
1. ENTRY
2. CONNECTION
3. Boys & Girls
4. galaxias!
5. Iny
6. ESCAPE FROM THE HOPELESS FUTURE
7. future
8. J.A.N.
9. Little Stars
10. EMERGENCY